# West-Kasaï
West-Kasaï (Frans: Kasaï-Occidental) is een voormalige provincie van Congo-Kinshasa. De hoofdstad was Kananga. West-Kasaï had een oppervlakte van 154.742 km² en had in 1998 4.252.000 inwoners.

## Provinciale herindeling
In de constitutie van 2005 was voorzien dat districten van Congo worden gepromoveerd tot provincie. Dat betekende het einde van de provincie West-Kasaï omdat deze werd geplitst in de nieuwe provincies Centraal-Kasaï en Kasaï. Die laatste dient niet verward te worden met de (grotere) historisch-geografische regio Kasaï.
De geplande datum was februari 2009, een datum die ruim werd overschreden. De provinciale herindeling ging uiteindelijk pas in juni 2015 in.

## Geografie
De oude provincie grenst in het zuidoosten aan de oude provincie Katanga, in het oosten aan Oost-Kasaï, in het noorden aan de Evenaarsprovincie, in het westen aan Bandundu en in het zuidwesten aan Angola.
* = een stadsprovincie